# Oleksiy Onyschenko
Oleksiy Semenovych Onyschenko (en ukrainien : Олексій Семенович Онищенко, Oleksiï Semenovytch Onychtchenko), né le 17 mars 1933, est un philosophe ukrainien, académicien-secrétaire du département d'histoire, de philosophie et du droit de l’Académie nationale des sciences d'Ukraine, directeur général de la Bibliothèque nationale Vernadsky d'Ukraine, maître émérite de science et technique d’Ukraine, Philosophiæ doctor, professeur.

## Distinctions
- Ordre de l'Insigne d'honneur (Ukraine), 1981
- Ordre pour le Mérite 3e classe (Ukraine), 1998